# 第1屆金音創作獎
第1屆金音創作獎是2010年臺灣創作音樂的年度盛事之一，於11月13日在臺北中正紀念堂戶外頒獎，以表揚年度傑出的臺灣創作音樂從業人員。獎項共分電音、民謠、嘻哈、搖滾4類型，共計1,800組樂團、歌手報名參賽。頒獎典禮由黃韻玲與黃子佼主持，李宗盛、林強、文夏、五月天、黃立成、李玖哲等擔任頒獎人，伍佰、陳昇、五月天也在當晚登台表演。

## 入圍暨得獎名單
以表示得獎者

### 傑出貢獻獎
薛岳

### 海外創作音樂獎
從缺

## 外部連結
- 第1屆金音創作獎入圍名單 （页面存档备份，存于），文化部影視及流行音樂產業局.2010-10-14
- 第1屆金音創作獎得獎名單 （页面存档备份，存于），文化部影視及流行音樂產業局.2010-11-15